# خلية مفرزة للبرولاكتين
الخلية المفرزة للبرولاكتين أو خلية البرولاكتين هي خلية في النخامية الأمامية تفرز البرولاكتين استجابة لإشارات هرمونية منها الدوبامين المثبط للإفراز، والهرمون المطلق للثيروتروبين المحفز للإفراز. من المنظمات الهرمونية الأخرى لإفراز هذه الخلايا للبرولاكتين: الأوكسايتوسين، الإستروجين والبروجستيرون.
للبرولاكتين دور في بلوغ الغدد الثديية وإفرازها للحليب بالاشتراك مع الأوكسايتوسين، الإستروجين، البروجستيرون والهرمونات القشرية السكرية وهرمونات أخرى. لدى البرولاكتين تأثيرات أخرى عديدة على كلا الجنسين.
خلايا البرولاكتين أليفة للحمض بواسطة صبغة الهيماتوكسيلين واليوزين وتشكل حوالي 20% من الخلايا في غدة النخامية الأمامية. حين تخضع هذه الخلايا لتحول ورمي، ينتج عنها الورم البرولاكتيني وهو ورم غدة نخامية مفرز للبرولاكتين.